# ورم مخاطي
الورم المخاطي (بالإنجليزية: Myxoma)‏ وهو كلمة يونانية من 'muxa' وتعني مخاط.ويسمى ايضاً الورم المخاطي الأذني.وهو أحد الأورام القلبية يتميز بشكله الدائري. ويعد من الأورام الحميدية على الأغلب يظهر هذا الورم في جدار عضلة القلب ويمتد إلى جوف القلب. ويستقر غالباً في الاذين الايسر من القلب. يكون هذا الورم مؤلف من مادة جلاتينية هلاميةوهي شائعة عن الأشخاص الذين هم فوق الخمسين من العمر.

## الأسباب
ما يزال سبب هذا المرض مجهول حتى الآن ولكن يعتقد بعض الباحثين أن السبب هو فرط نمو في خلايا جدار القلب في حالة من فرط المادة المسماة غليوكوزامينوغليكان (GAG - Glycosaminoglycan).
10% من هذه الاورام المخاطية هي ذات صبغة وراثية منقولة من الاباء والامهات إلى الأبناء بالصبغية الجسدية السائدة (Autosomal dominant)، ولهذا يطلق على هذا الورم اسم «الورم المخاطي العائلي» (Familial myxoma).

## الأعراض
1-انفصال مركب من الورم.
2-خثرة.
3-انصمام (embolism).
4-اعاقة تدفق الدم في القلب.
5-ضيق تنفس.
6- وذمة.
7- دوخة أو اغماء.
8-حمى.
9-انخفاض الوزن.
بعض الاعراض مشتركة لامراض عدة، الامر الذي قد يصعب تشخيص المرض. بشكل عام، يتم تحديد التشخيص بواسطة تخطيط صدى القلب (Echocardiography)، وهو يعطي بشكل عام كل المعلومات المطلوبة عن الورم. في احيان نادرة، تكون هنالك حاجة إلى وسيلة اضافية أخرى للتشخيص، مثل التصوير بالرنين

### العلاج
يكون علاج هذا المرض عن طريق الجراحة حيث يتم استئصال الورم المخاطي الأذيني اليسار شق المتنوعة، وقطع الأذين الأيمن تحت المجازة القلبية الرئوية وإزالة الورم، مع إصلاح ألياف البوليستر في الحاجز الأذيني.

## علاج ما بعد الجراحة
المبادئ العامة لجراحة القلب المفتوح مع القلب تجاوز متطابقة. غادر ورم مخاطي أذيني هو التغيرات المرضية في جسم المريض مشابهة جدا في المرضى الذين يعانون من تضيق الصمام التاجي، مبدأ العلاج المبكر هو تجنب انتقال القدرات التكميلية، مما تسبب في فشل البطين الأيسر الحاد وذمة رئوية. وقد وقعت قبل الجراحة خصوصا فشل البطين الأيسر في المرضى الذين يعانون من السوائل بعد الجراحة وينبغي أن يقتصر بدقة كمية المدخلات وسرعة الإدخال، التطبيق المناسب من الزلال، في حين تقدم بطلب كمية صغيرة من الدوبامين والدوبوتامين، وتحسين انقباض عضلة القلب والنتاج القلبي الدم.
المضاعفات الجراحية
1 الانسداد: يحدث يرجع ذلك أساسا إلى التحول عندما تتحرك التحقيق والضغط على القلب، أو إزالة الورم عنيق قوة سحب يحدث عندما يكون الورم كسر. ولذلك، فإن إزالة الورم بعد تطبيق الدوائر المالحة من القلب، وتجنب شظايا الورم مخبأة في الأذيني، البطين التربيقية داخل العضلات.
2 الحادة فشل القلب: الأسباب الرئيسية هو عدم معرفة الفيزيولوجيا المرضية لهذا المرض، في وقت مبكر قدرات تكميلية بعد العملية الجراحية أكثر من اللازم بسرعة كبيرة، أو في المرضى الذين يعانون من ضعف وظيفة القلب، وليس التطبيق في الوقت المناسب من المخدرات فعال في الأوعية.

## وصلات إضافية
- -435814399 في مفكرة المُمارِس العام
- 03-031b. على الطبعة المحلية من دليل ميرك للتشخيص والعلاج [الإنجليزية]‏
- Toronto General Hospital Department of Anesthesia VIRTUAL TEE pathology section: Cardiac Myxoma (with video)

قالب:Soft tissue tumors and sarcomas
قالب:Heart and thymus neoplasia